# Heliophanus improcerus
Heliophanus improcerus är en spindelart som beskrevs av Wesolowska 1986. Heliophanus improcerus ingår i släktet Heliophanus och familjen hoppspindlar. Inga underarter finns listade i Catalogue of Life.